# Římskokatolická farnost Studénka
Římskokatolická farnost Studénka je farnost římskokatolické církve v děkanátu Bílovec ostravsko-opavské diecéze.
Farním kostelem je kostel svatého Bartoloměje ve Studénce. Původní dřevěný kostel z počátku 16. století byl v letech 1874–1880 nahrazen novogotickou novostavbou.

## Historie
Přesné stáří farnosti ve Studénce není známo. Podací, tj. právo vrchnosti dosazovat kněze – z nějž lze existenci farnosti dovozovat –, se zmiňuje ve smlouvě o Studénku mezi bratry Supy z Fulštejna zapsané do zemských desk roku 1525. Výslovně je však farnost zmíněna až roku 1561; tehdy byla přes rozmáhající se luteránství v regionu katolická a kněze Stanislava, jenž tehdy odcházel do Brušperka, nahrazoval Alexander Rippel. Brzy poté však farnost Studénku obsazovali protestantští kněží, z nichž je jménem znám Georg Hampl (1623). Po roce 1627 se zde začal vracet katolicismus, zejména poté, co Studénku roku 1634 získal Václav hrabě Bruntálský z Vrbna na Fulneku. Od jeho doby fungovala ve Studénce katolická farnost (roku 1638 zde již několik let působil fulnecký augustinián P. Stanislav Záborovský) a již roku 1650 se při ní připomíná i škola.
Patronát nad farností náležel vždy vrchnosti, tj. majitelům statku Studénka, naposledy knížatům Blücherům z Wahlstattu.
Farnost je součástí bíloveckého děkanátu od jeho založení roku 1670, předtím náležela zřejmě s celým Bíloveckem k opavskému děkanátu. Do roku 1996 byla součástí (arci)diecéze olomoucké, od uvedeného roku pak nově vytvořené diecéze ostravsko-opavské.
Jedinou obcí náležející k farnosti byla vždy vesnice Studénka, dnes část města Studénky. Další části města k farnosti nepatří: Butovice tvoří samostatnou farnost a Nová Horka patří k farnosti Albrechtičky.
Roku 1859 na území farnosti žilo 1267 římských katolíků a 14 židů. V roce 1930 žilo ve farnosti 3383 obyvatel, z čehož 2460 (73 %) se přihlásilo k římskokatolickému vyznání.
Stávajícím (2013) farářem je Mieczyslaw Serednicki. Již od roku 1959 je ze Studénky administrována excurrendo rovněž farnost (Studénka-)Butovice.
Farnost vydává místní časopis Kostelík.

## Bohoslužby
| Kostel                     | Místo    | Bohoslužba (den)                                   | Hodina          | Poznámka     |
| -------------------------- | -------- | -------------------------------------------------- | --------------- | ------------ |
| kostel svatého Bartoloměje | Studénka | pondělí úterý pátek (první v měsíci) sobota neděle | 18.00 8.00 7.30 | farní kostel |